# Constantin Tudor
Constantin Tudor (n. 14 aprilie 1952, Vlad Țepeș, România) este un politician român, membru al Parlamentului României în perioada 2004 - 2008.
- De naționalitate român.Căsătorit și are doi copii.
- Domiciliu stabilit în municipiul Călărași în 1962.
- Studiile gimnaziale și liceale în municipiul Călărași.
- Absolvent al facultăților de Istorie-Geografie și Istorie-Filosofie.
- Doctor în istorie,specializarea -istoria administrației.Autor a numeroase lucrări,studii și articole de specialitate.
- Cadru didactic universitar la Facultatea de Management și Inginerie Economică - Călărași.
- Director al Arhivelor Naționale,filiala Călărași,în perioada 1981-1989.
- Consilier șef al Inspectoratului județean pentru cultură ,în perioada 1990-1995.
- Vicepreședinte al Camerei de Comerț,Industrie și Agricultură Călărași,în perioada 1997-2000.
- Prefect al județului Călărași în anul 1996 și în perioada 2001-2004.
- Membru titular în Adunarea Națională a Bisericii Ortodoxe Române.
- Deputat de Călărași,ales în legislatura 2004-2008.